# Britannicus (statue)
Pour les articles homonymes, voir Britannicus (homonymie).
La statue de Britannicus représente un enfant en toge, elle est sculptée dans une pierre schisteuse représentant probablement Britannicus. Découverte en 1651 à Rome, elle est conservée à la Galerie des Offices à Florence.

## Découverte et identification

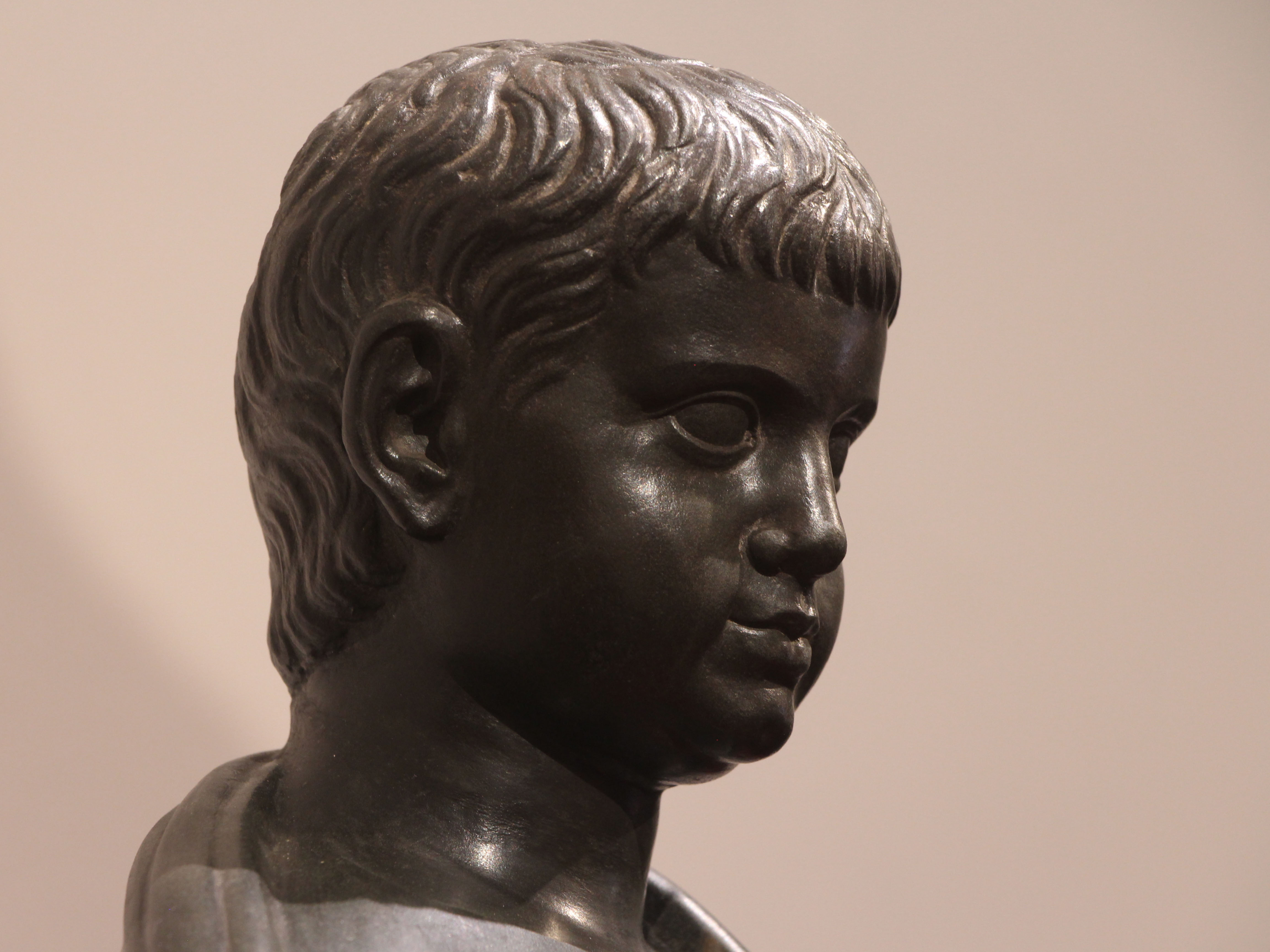
Gros plan sur la tête (profil).

La statue a été découverte en 1651 sur le mont Cælius à Rome, sur le site du Temple du Divin Claude. La tête, manquante, a été rapidement remplacée : le visage d'origine n'est pas connu à ce jour.
En 1885, sur le même lieu, ont été mis au jour les fragments d'une statue de femme orante identifié à Agrippine la Jeune. Cette découverte a permis d'identifier la statue à Britannicus. Les deux œuvres se trouvaient en effet sur le site du Temple du Divin Claude, et sont réalisées dans le même type de pierre, rarement exploitée dans l'art romain. Ce monument, construit après la mort et la divinisation de l'Empereur Claude comportait la représentation de plusieurs membres de la famille impériale.

## Description
La statue représente un garçon revêtu de la toge prétexte et porteur d'un pendentif, la bulla, qui met en évidence le fait qu'il n'a pas encore atteint l'âge viril.
Comme celle d'Agrippine, elle est sculptée dans une pierre schisteuse originaire d'Égypte, le grauwacke. Cette roche provient du wâdî al-Hammâmât, situé dans le désert à l'est de l'Égypte.

## Conservation

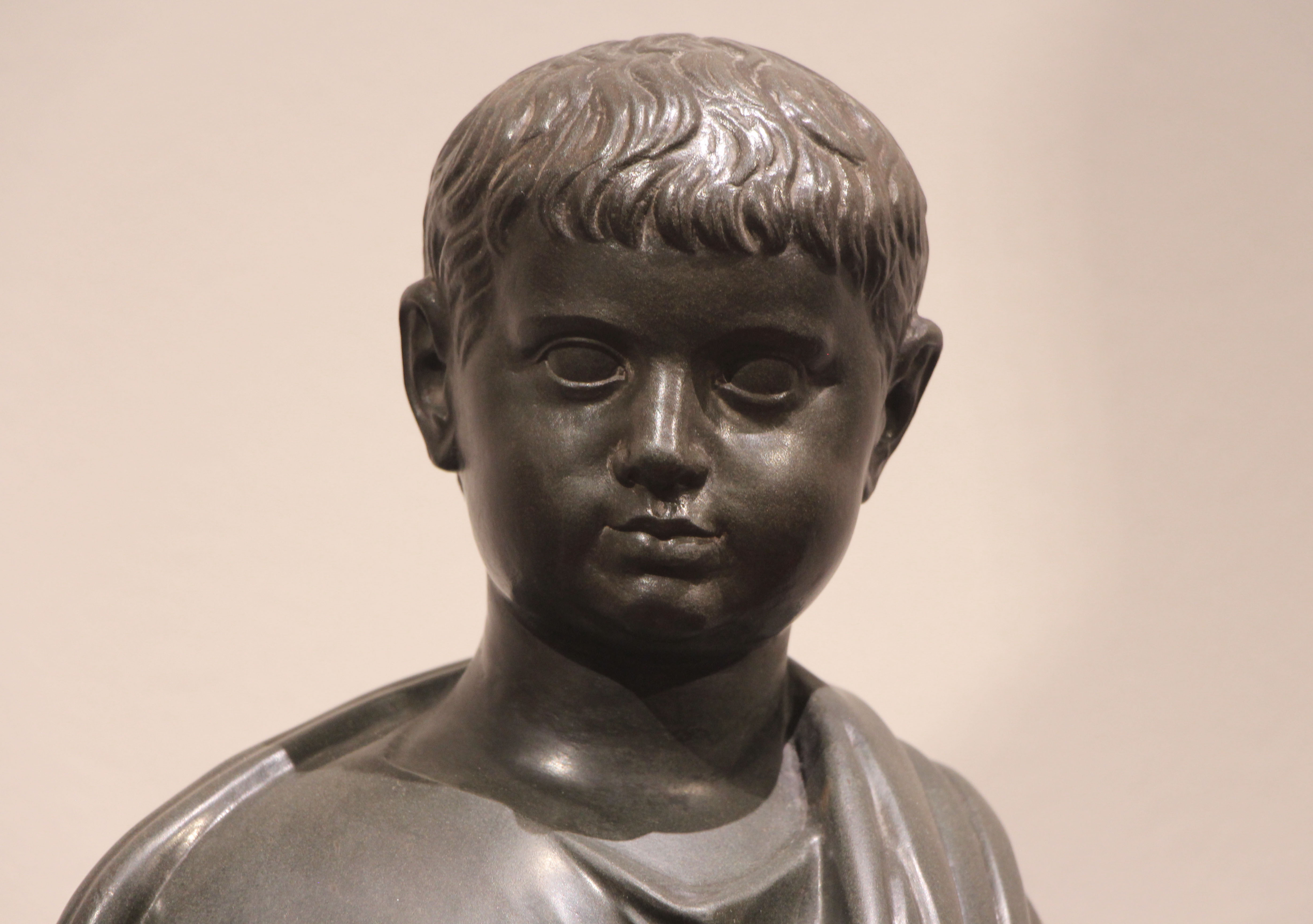
Gros plan sur la tête (face).

La statue a appartenu à la collection de Leonardo Agostini puis à celle du cardinal Léopold de Médicis. Elle est conservée depuis 1914 à la Galerie des Offices de Florence.

## Exposition
Cette œuvre a été présentée dans l'exposition Claude, un empereur au destin singulier au Musée des Beaux-Arts de Lyon, du 1er décembre 2018 au 4 mars 2019. 